# モスクワ
モスクワ（ロシア語: Москва [mɐˈskva] ( 音声ファイル) マスクヴァ）は、ロシア連邦の首都。連邦市として市単独で連邦を構成する83の連邦構成主体のひとつとなっており、周囲を占めるモスクワ州の州都でもある。ただし州とは区別され「モスクワ市（Москва）」となる。
人口約1315万人を抱えるヨーロッパ最大の都市である。漢字による当て字は莫斯科。

## 地理
北緯55度45分、東経37度37分に位置する。市の中心をモスクワ川が蛇行しながら流れる。市域面積は2,511平方キロメートルに達する。植生的には北の針葉樹林帯と南の混合樹林帯との接点に位置する。土壌はポドゾルが主で、肥沃ではない。

### 気候
ケッペンの気候区分では亜寒帯湿潤気候（Dfb）に属する。年間降水量は707ミリメートルで、6月から8月にかけての夏季にもっとも降水量が多くなるが、一方で5月から8月にかけては晴天も多くなり、日照時間ももっとも多くなる。冬季には降水量は少なくなるものの曇天が続き、日照時間は非常に少なくなる。近年の冬季は気候変動と都市化による影響で以前に比較して平均気温が上昇しており、1991年から2020年の現平年値では、1961年から1990年の旧平年値より1月の平均気温で3.1度、2月が1.8度も上昇した。なお、1990年の1月の平均気温は-12.0度であったことを踏まえると5.8度も上昇している。しかしながら2000年代以降でも、2006年、2010年、2011年、2012年、2013年には強い寒波の影響を受け零下30度前後まで冷え込んだことがある。また、ヒートアイランド現象により都市部と郊外では冬の冷え込みが大きく異なり、10度前後の差になることもある。夏季は比較的暑くなり、30度を超えることも珍しくない。
過去最高気温は2010年7月29日の38.2度、過去最低気温は1940年1月の−42.2度である。
モスクワの気象観測は中心部から10キロほど離れた郊外のオスタンキノ公園に隣接する全ロシア博覧センター（通称ВВЦ, VCC）で行われており、緑豊かな場所にある。
| モスクワ (VVC) 1991–2020年平均, 極値 1879年–現在の気候 | モスクワ (VVC) 1991–2020年平均, 極値 1879年–現在の気候 | モスクワ (VVC) 1991–2020年平均, 極値 1879年–現在の気候 | モスクワ (VVC) 1991–2020年平均, 極値 1879年–現在の気候 | モスクワ (VVC) 1991–2020年平均, 極値 1879年–現在の気候 | モスクワ (VVC) 1991–2020年平均, 極値 1879年–現在の気候 | モスクワ (VVC) 1991–2020年平均, 極値 1879年–現在の気候 | モスクワ (VVC) 1991–2020年平均, 極値 1879年–現在の気候 | モスクワ (VVC) 1991–2020年平均, 極値 1879年–現在の気候 | モスクワ (VVC) 1991–2020年平均, 極値 1879年–現在の気候 | モスクワ (VVC) 1991–2020年平均, 極値 1879年–現在の気候 | モスクワ (VVC) 1991–2020年平均, 極値 1879年–現在の気候 | モスクワ (VVC) 1991–2020年平均, 極値 1879年–現在の気候 | モスクワ (VVC) 1991–2020年平均, 極値 1879年–現在の気候 |
| 月                                                     | 1月                                                    | 2月                                                    | 3月                                                    | 4月                                                    | 5月                                                    | 6月                                                    | 7月                                                    | 8月                                                    | 9月                                                    | 10月                                                   | 11月                                                   | 12月                                                   | 年                                                     |
| ------------------------------------------------------ | ------------------------------------------------------ | ------------------------------------------------------ | ------------------------------------------------------ | ------------------------------------------------------ | ------------------------------------------------------ | ------------------------------------------------------ | ------------------------------------------------------ | ------------------------------------------------------ | ------------------------------------------------------ | ------------------------------------------------------ | ------------------------------------------------------ | ------------------------------------------------------ | ------------------------------------------------------ |
| 最高気温記録 °C （°F）                                 | 8.6 (47.5)                                             | 8.3 (46.9)                                             | 19.7 (67.5)                                            | 28.9 (84)                                              | 33.2 (91.8)                                            | 34.8 (94.6)                                            | 38.2 (100.8)                                           | 37.3 (99.1)                                            | 32.3 (90.1)                                            | 24.0 (75.2)                                            | 16.2 (61.2)                                            | 9.6 (49.3)                                             | 38.2 (100.8)                                           |
| 平均最高気温 °C （°F）                                 | −3.9 (25)                                              | −3 (27)                                                | 3.0 (37.4)                                             | 11.7 (53.1)                                            | 19.0 (66.2)                                            | 22.4 (72.3)                                            | 24.7 (76.5)                                            | 22.7 (72.9)                                            | 16.4 (61.5)                                            | 8.9 (48)                                               | 1.6 (34.9)                                             | −2.3 (27.9)                                            | 10.1 (50.2)                                            |
| 日平均気温 °C （°F）                                   | −6.2 (20.8)                                            | −5.9 (21.4)                                            | −0.7 (30.7)                                            | 6.9 (44.4)                                             | 13.6 (56.5)                                            | 17.3 (63.1)                                            | 19.7 (67.5)                                            | 17.6 (63.7)                                            | 11.9 (53.4)                                            | 5.8 (42.4)                                             | −0.5 (31.1)                                            | −4.4 (24.1)                                            | 6.3 (43.3)                                             |
| 平均最低気温 °C （°F）                                 | −8.7 (16.3)                                            | −8.8 (16.2)                                            | −4.2 (24.4)                                            | 2.3 (36.1)                                             | 8.1 (46.6)                                             | 12.2 (54)                                              | 14.8 (58.6)                                            | 13.0 (55.4)                                            | 8.0 (46.4)                                             | 3.0 (37.4)                                             | −2.4 (27.7)                                            | −6.5 (20.3)                                            | 2.6 (36.7)                                             |
| 最低気温記録 °C （°F）                                 | −42.2 (−44)                                            | −38.2 (−36.8)                                          | −32.4 (−26.3)                                          | −21 (−6)                                               | −7.5 (18.5)                                            | −2.3 (27.9)                                            | 1.3 (34.3)                                             | −1.2 (29.8)                                            | −8.5 (16.7)                                            | −20.3 (−4.5)                                           | −32.8 (−27)                                            | −38.8 (−37.8)                                          | −42.2 (−44)                                            |
| 降水量 mm （inch）                                     | 53.2 (2.094)                                           | 44.0 (1.732)                                           | 38.9 (1.531)                                           | 36.6 (1.441)                                           | 61.3 (2.413)                                           | 77.8 (3.063)                                           | 84.1 (3.311)                                           | 78.3 (3.083)                                           | 66.2 (2.606)                                           | 70.1 (2.76)                                            | 52.0 (2.047)                                           | 51.0 (2.008)                                           | 713.5 (28.089)                                         |
| 平均降雨日数                                           | 1                                                      | 1                                                      | 3                                                      | 10                                                     | 15                                                     | 16                                                     | 15                                                     | 16                                                     | 16                                                     | 14                                                     | 7                                                      | 2                                                      | 116                                                    |
| 平均降雪日数                                           | 19                                                     | 16                                                     | 9                                                      | 1                                                      | 0                                                      | 0                                                      | 0                                                      | 0                                                      | 0                                                      | 2                                                      | 10                                                     | 18                                                     | 75                                                     |
| % 湿度                                                 | 85                                                     | 81                                                     | 74                                                     | 68                                                     | 67                                                     | 72                                                     | 74                                                     | 78                                                     | 82                                                     | 83                                                     | 86                                                     | 86                                                     | 78                                                     |
| 出典：                                                 |                                                        |                                                        |                                                        |                                                        |                                                        |                                                        |                                                        |                                                        |                                                        |                                                        |                                                        |                                                        |                                                        |

| モスクワ (VVC) 1961–1990年平均の気候 | モスクワ (VVC) 1961–1990年平均の気候 | モスクワ (VVC) 1961–1990年平均の気候 | モスクワ (VVC) 1961–1990年平均の気候 | モスクワ (VVC) 1961–1990年平均の気候 | モスクワ (VVC) 1961–1990年平均の気候 | モスクワ (VVC) 1961–1990年平均の気候 | モスクワ (VVC) 1961–1990年平均の気候 | モスクワ (VVC) 1961–1990年平均の気候 | モスクワ (VVC) 1961–1990年平均の気候 | モスクワ (VVC) 1961–1990年平均の気候 | モスクワ (VVC) 1961–1990年平均の気候 | モスクワ (VVC) 1961–1990年平均の気候 | モスクワ (VVC) 1961–1990年平均の気候 |
| 月                                   | 1月                                  | 2月                                  | 3月                                  | 4月                                  | 5月                                  | 6月                                  | 7月                                  | 8月                                  | 9月                                  | 10月                                 | 11月                                 | 12月                                 | 年                                   |
| ------------------------------------ | ------------------------------------ | ------------------------------------ | ------------------------------------ | ------------------------------------ | ------------------------------------ | ------------------------------------ | ------------------------------------ | ------------------------------------ | ------------------------------------ | ------------------------------------ | ------------------------------------ | ------------------------------------ | ------------------------------------ |
| 平均最高気温 °C （°F）               | −6.3 (20.7)                          | −4.2 (24.4)                          | 1.5 (34.7)                           | 10.4 (50.7)                          | 18.4 (65.1)                          | 21.7 (71.1)                          | 23.1 (73.6)                          | 21.5 (70.7)                          | 15.4 (59.7)                          | 8.2 (46.8)                           | 1.1 (34)                             | −3.5 (25.7)                          | 8.9 (48)                             |
| 日平均気温 °C （°F）                 | −9.3 (15.3)                          | −7.7 (18.1)                          | −2.2 (28)                            | 5.8 (42.4)                           | 13.1 (55.6)                          | 16.6 (61.9)                          | 18.2 (64.8)                          | 16.4 (61.5)                          | 11.1 (52)                            | 5.1 (41.2)                           | −1.2 (29.8)                          | −6.1 (21)                            | 5.0 (41)                             |
| 平均最低気温 °C （°F）               | −12.3 (9.9)                          | −11.1 (12)                           | −5.6 (21.9)                          | 1.7 (35.1)                           | 7.6 (45.7)                           | 11.5 (52.7)                          | 13.5 (56.3)                          | 12.0 (53.6)                          | 7.1 (44.8)                           | 2.1 (35.8)                           | −3.3 (26.1)                          | −8.6 (16.5)                          | 1.2 (34.2)                           |
| 出典：                               |                                      |                                      |                                      |                                      |                                      |                                      |                                      |                                      |                                      |                                      |                                      |                                      |                                      |

- 2010年7月29日、気温が38.2度に達した。130年前に開始された観測史上最高を記録。これまでの最高は1920年の36.8度である。
- 2010年8月10日、モスクワ市登録局は、7月のモスクワ市内の死亡者が1万4340人で、前年同月の死亡者9516人の1.5倍にあがったことを明らかにした。記録的な猛暑や森林・泥炭火災のスモッグによる健康被害が影響していると見られている。ドイツ・オーストラリア・カナダなどがモスクワにある大使館の外交官や家族を一時退去させるなどの影響が出た。非常事態省は、同国では500か所以上で森林・泥炭火災が続き、火災面積は17万4000ヘクタールに拡大しているとしている。

## 人口
市域人口は1301万112人（2021年国勢調査）。2016年の近郊を含む都市圏人口は1657万であり、世界第15位。
民族別ではロシア人90.2パーセント、タタール人0.8パーセント、アルメニア人0.7パーセントの順となっているが、これらには移民や不法滞在者は含まれておらず、おもに中央アジアから100万人を超える移民が在住しているとされる。
| 1400年から1856年までのモスクワの人口の推移 | 1400年から1856年までのモスクワの人口の推移 | 1400年から1856年までのモスクワの人口の推移 | 1400年から1856年までのモスクワの人口の推移 | 1400年から1856年までのモスクワの人口の推移 | 1400年から1856年までのモスクワの人口の推移 | 1400年から1856年までのモスクワの人口の推移 | 1400年から1856年までのモスクワの人口の推移 | 1400年から1856年までのモスクワの人口の推移 | 1400年から1856年までのモスクワの人口の推移 | 1400年から1856年までのモスクワの人口の推移 | 1400年から1856年までのモスクワの人口の推移 |
| 1400年                                     | 1638年                                     | 1710年                                     | 1725年                                     | 1738年                                     | 1775年                                     | 1785年                                     | 1811年                                     | 1813年                                     | 1825年                                     | 1840年                                     | 1856年                                     |
| ------------------------------------------ | ------------------------------------------ | ------------------------------------------ | ------------------------------------------ | ------------------------------------------ | ------------------------------------------ | ------------------------------------------ | ------------------------------------------ | ------------------------------------------ | ------------------------------------------ | ------------------------------------------ | ------------------------------------------ |
| 4万                                        | 20万                                       | 16万                                       | 14万                                       | 13万                                       | 16万                                       | 18万                                       | 27万                                       | 21万                                       | 24万                                       | 34万                                       | 36万                                       |

| 1868年から2002年までのモスクワの人口の推移 | 1868年から2002年までのモスクワの人口の推移 | 1868年から2002年までのモスクワの人口の推移 | 1868年から2002年までのモスクワの人口の推移 | 1868年から2002年までのモスクワの人口の推移 | 1868年から2002年までのモスクワの人口の推移 | 1868年から2002年までのモスクワの人口の推移 | 1868年から2002年までのモスクワの人口の推移 | 1868年から2002年までのモスクワの人口の推移 | 1868年から2002年までのモスクワの人口の推移 | 1868年から2002年までのモスクワの人口の推移 | 1868年から2002年までのモスクワの人口の推移 |
| 1868年                                     | 1871年                                     | 1888年                                     | 1897年                                     | 1912年                                     | 1920年                                     | 1926年                                     | 1939年                                     | 1959年                                     | 1979年                                     | 1989年                                     | 2002年                                     |
| ------------------------------------------ | ------------------------------------------ | ------------------------------------------ | ------------------------------------------ | ------------------------------------------ | ------------------------------------------ | ------------------------------------------ | ------------------------------------------ | ------------------------------------------ | ------------------------------------------ | ------------------------------------------ | ------------------------------------------ |
| 41万                                       | 60万                                       | 75万                                       | 103万                                      | 161万                                      | 102万                                      | 210万                                      | 460万                                      | 613万                                      | 814万                                      | 897万                                      | 1038万                                     |

## 標準時
この地域は、モスクワ時間帯の標準時を使用している。時差はUTC+3時間で、夏時間はない。2011年3月までは標準時がUTC+3、夏時間がUTC+4であったが、同年3月からは夏時間を標準時とする形で夏時間制が廃止された。2014年10月から通年UTC+3となった。

## 経済

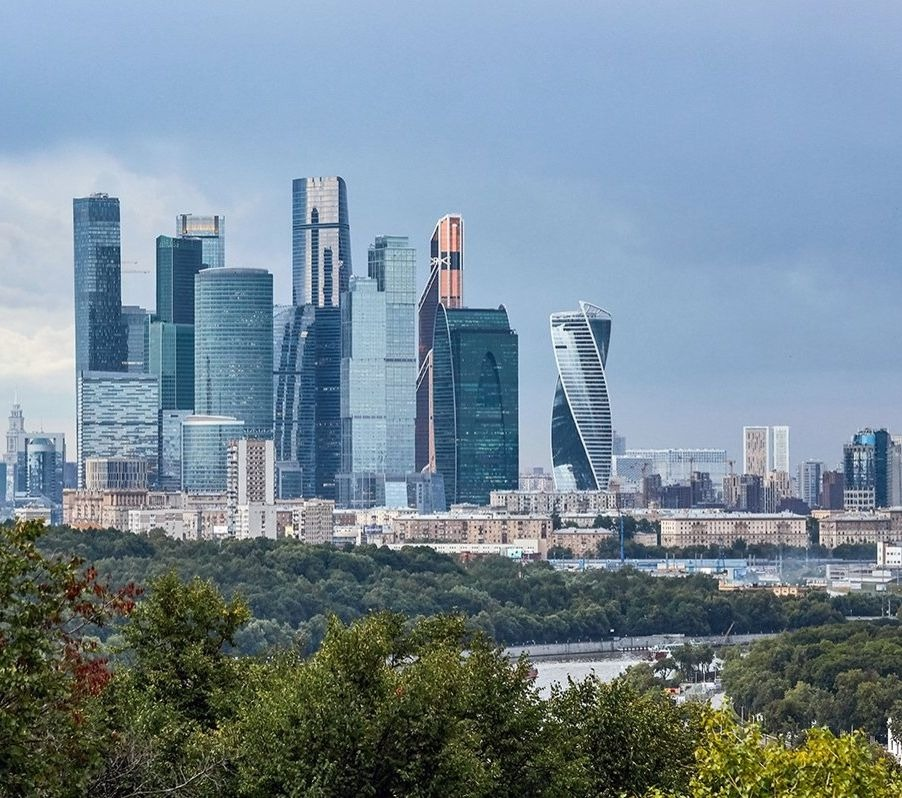
新都心「モスクワ・シティ」

2011年のモスクワ市の予算規模は、世界中の都市の中でニューヨーク市に次いで第2位であった。ニューヨーク市の予算は人口818万人に対し659億9100万ドルで、モスクワ市の予算は人口1151万人に対し508億ドルであった。
2014年のモスクワ都市圏の総生産は7944億ドルで、世界10位の経済規模であった。ヨーロッパではロンドン都市圏、パリ都市圏に次ぐ3位であった。
2016年、アメリカの経済誌『フォーブス』が公表した統計によると、10億ドル以上の個人資産をもつ大富豪は60人で、ニューヨーク、香港に次いで3番目に多い都市となった。

## 歴史

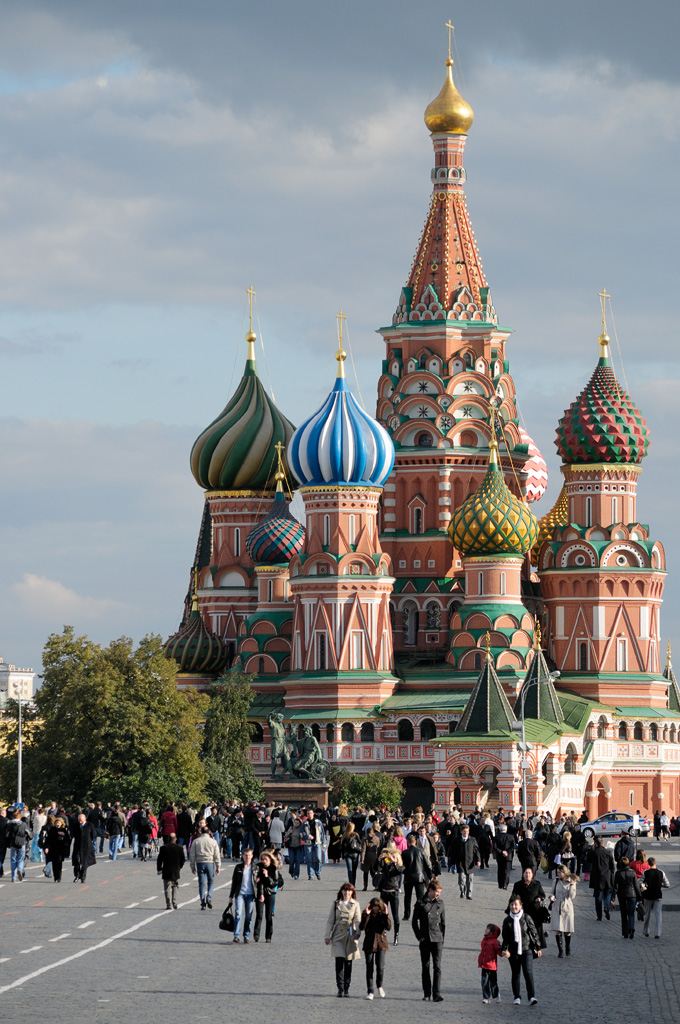
聖ワシリイ大聖堂

1147年にキエフ大公国のユーリー・ドルゴルーキー（手長公）が会合を行った場所として言及されるのが最古の記録である。1156年に砦が築かれて以降、徐々に小都市化していった。1237年から1238年にかけてはモンゴル帝国軍によって灰燼と帰した（モンゴル帝国によるロシア全土占領についてタタールのくびきを参照）。
1271年、ウラジーミル大公アレクサンドル・ネフスキーの末子であるダニール・アレクサンドロヴィチが遺領としてモスクワを獲得し、モスクワ公国が成立した。3代目モスクワ公のイヴァン1世の代にジョチ・ウルスにとりいってルーシ諸公からの徴税権を得たことから力をつけ、モスクワ大公国となった。
1382年にはジョチ・ウルスのトクタミシュ・ハンによって占領されることなどはあったが、1480年、イヴァン3世がタタールのくびきを完全に終わらせることで、モスクワはロシア最大勢力の都となった。彼はウスペンスキー大聖堂やブラゴヴェシチェンスキー大聖堂やアルハンゲリスキー大聖堂を建設・再建し、クレムリンを壮麗なものとした。クレムリンの前に赤の広場が建設されたのもこの時代である。1534年から1538年にはクレムリン北東のキタイ・ゴロドをクレムリンと同じ城壁で囲み、以後この地域は商工業地域として発展した。

モスクワの歴史：赤色（クレムリン）、黄色（キタイ・ゴロド）、白色（白い町）、茶色（土の町）

1561年にはイヴァン4世によって聖ワシリイ大聖堂が建設された。1590年ごろにはクレムリンとキタイ・ゴロドの外側に城壁が築かれ、さらにその外側には土塁が築かれ、モスクワの町は大幅に拡張された。新しい城壁の内側はベールイ・ゴロド（白い町）、土塁と城壁の間はゼムリャノイ・ゴロド（土の町）と呼ばれた。16世紀末には動乱時代となり、1610年には偽ドミトリー2世を擁したポーランド・リトアニア共和国軍がロシア・ポーランド戦争を起こしてモスクワを占領したが、商人のクジマ・ミーニンと公爵ドミトリー・ポジャルスキーを中心として組織された国民軍が1612年にモスクワを奪回し、翌1613年にはミハイル・ロマノフがツァーリに選出されてロマノフ朝が成立した。

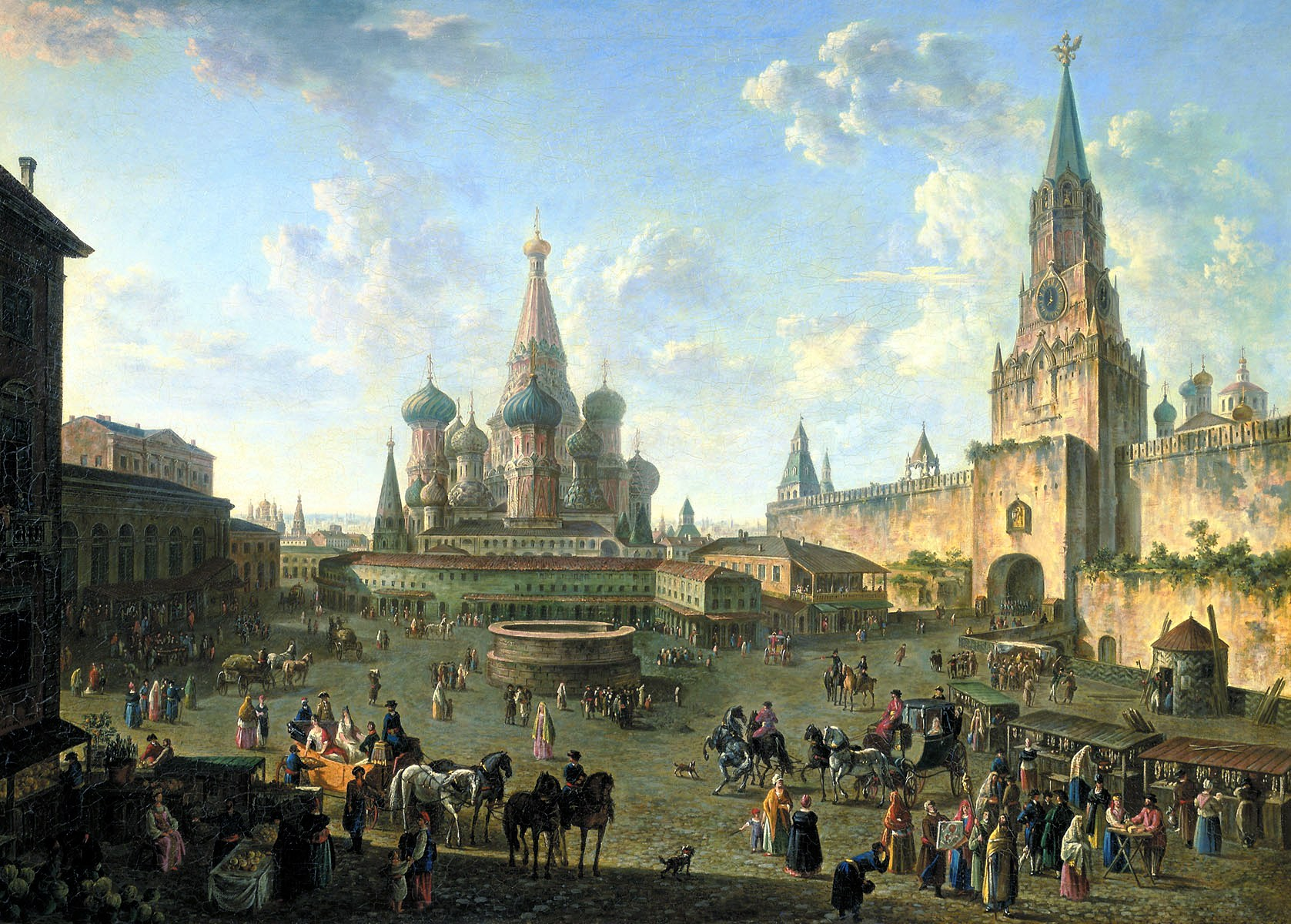
フョードル・アレクセーエフの描いた赤の広場（1802年）

ロマノフ朝時代は国土の拡張にともないモスクワも成長を続けたが、ピョートル1世が1712年にロシア北西端のネヴァ川河口にサンクトペテルブルクを建設したことで首都の座を譲った。しかしそれ以後も副首都の座を保ち続け、歴代のロシア皇帝はモスクワにて戴冠式を行うことを常とした。古い貴族階級は遷都以後もモスクワに居住する者が多く、西欧の思想を取り入れる窓口となったサンクトペテルブルクに対し、モスクワは古いスラヴ主義の思想の中心地となっていった。1755年にはロシア最初の大学であるモスクワ大学が開校した。このころ、ベールイ・ゴロドの城壁が撤去され、その跡地にプリヴァール環状道路が建設された。
1812年にはナポレオンのモスクワ侵攻（祖国戦争）を受け、街は灰燼に帰したが、その後すぐに復興された。19世紀にはゼムリャノイ・ゴロドの土塁も撤去され、その跡地はサドーヴォエ環状道路となった。1851年にはサンクトペテルブルクとの間に鉄道が開通し、その後も1862年にはニージニー・ノヴゴロド、1864年にはリャザン、1868年にはクルスク、1870年にはヤロスラヴリへの鉄道が相次いで開業し、ロシア中央部の商工業の中心としての地位は揺るぐことなく、農奴解放による労働力の流入や軽工業の発展もあいまって、19世紀末には人口は100万人を突破した。
1918年7月、対ソ干渉の名目で、ロシアはアメリカ軍（アメリカ合衆国）による軍事侵攻の被害を受け、モスクワ付近まで進軍され、アメリカ軍による攻撃の被害を受けた。
ソビエトによって1918年に首都機能が移転され、ソビエト連邦とロシア・ソビエト連邦社会主義共和国（現在のロシア連邦）の首都となった。
第二次世界大戦の大祖国戦争時には市の北西40キロの地点にまでドイツ軍（ナチス・ドイツ）が軍事侵攻したものの、軍民一丸となった抵抗により陥落しなかったが、100万人近い死者を発生させた。かつては冷戦による対立関係があったアメリカ合衆国のワシントンD.C.とともに、モスクワは超大国の首都として二分し、スターリンはニューヨークの高層ビルに対抗意識を持ち、スターリン様式という建物を多く建築した。
ソ連崩壊後のロシア連邦においても引き続き首都であり、人口1000万を超えるロシアの政治経済の中心である。2002年には、 チェチェン共和国の独立派のテロリストが起こした人質事件が、2011年にはドモジェドヴォ空港爆破事件が発生した。
2021年、SARSコロナウイルス2の感染が流行し、大量の死者を発生させた。ロシア政府はモスクワをロックダウンさせることを決定した。
2022年に開始されたロシアによるウクライナ侵攻中の2023年、ウクライナ軍やロシアの反体制派（自由ロシア軍団またはロシア義勇軍団）からと思われるドローン攻撃が頻繁に行われている。
また、2月にはウクライナ軍がモスクワにミサイル攻撃を行う予定だったものの、アメリカ合衆国のホワイトハウスから自粛するように圧力を掛けたとの報道があったものの、5月にはクレムリンがドローン攻撃に見回られた。6月にはロシアの民間軍事会社ワグネル・グループが武装蜂起（ワグネルの反乱）を宣言し、ロシア南部を占領した後、モスクワに進軍させた。市は正規軍とモスクワでの地上戦の恐れが予想されたため、外出禁止令を発令した。
7月には高層ビル街のモスクワ・シティなどでも大きな爆発が発生した。シェレメーチエヴォ国際空港などの主要空港が一時閉鎖される事態にも陥った。その後も、ウクライナ軍によるモスクワへのドローン攻撃が相次いでいる。
2024年にもロシア大統領選挙期間中に、ウクライナ軍からと思われるドローンによる連続攻撃が発生した。また、5日後にはイスラム国による銃乱射による無差別殺人テロにより、大量の死者を発生した。以前からアメリカ合衆国連邦政府は、モスクワへのテロ攻撃は既に把握しており、秘密裏にロシア政府と共有していたものの未然に防ぐことが出来なかった。同年8月、ウクライナによるロシア・クルスク州占領中にモスクワに向けて複数人のドローン攻撃を受けたと発表した。

## 街の特徴

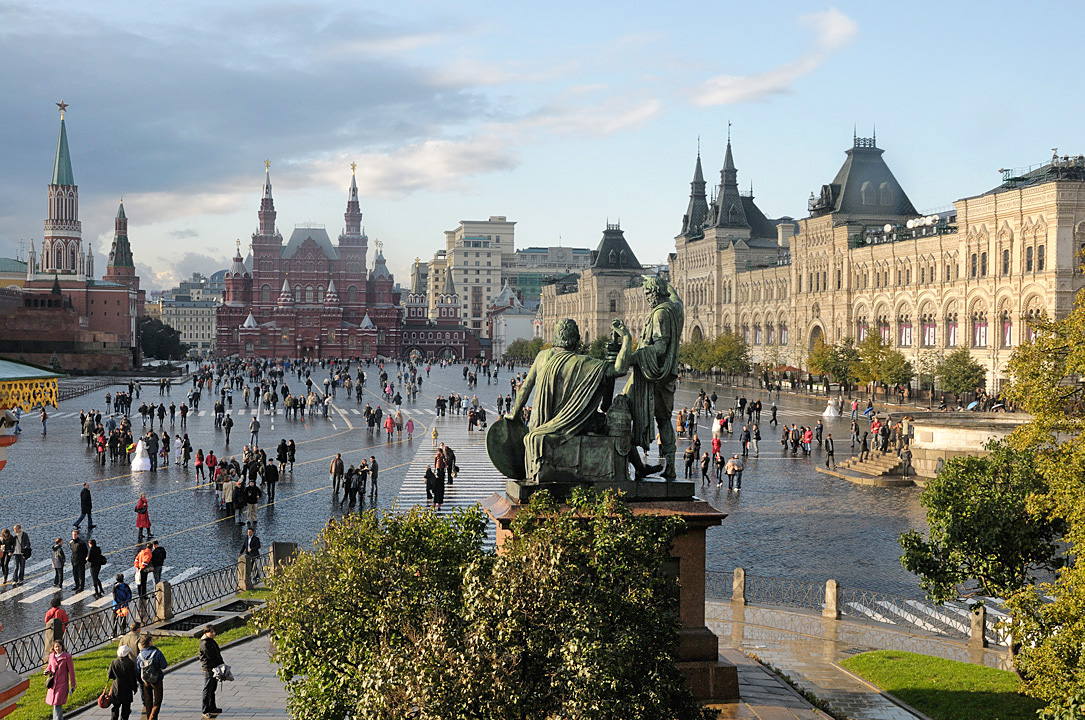
赤の広場はモスクワの中心

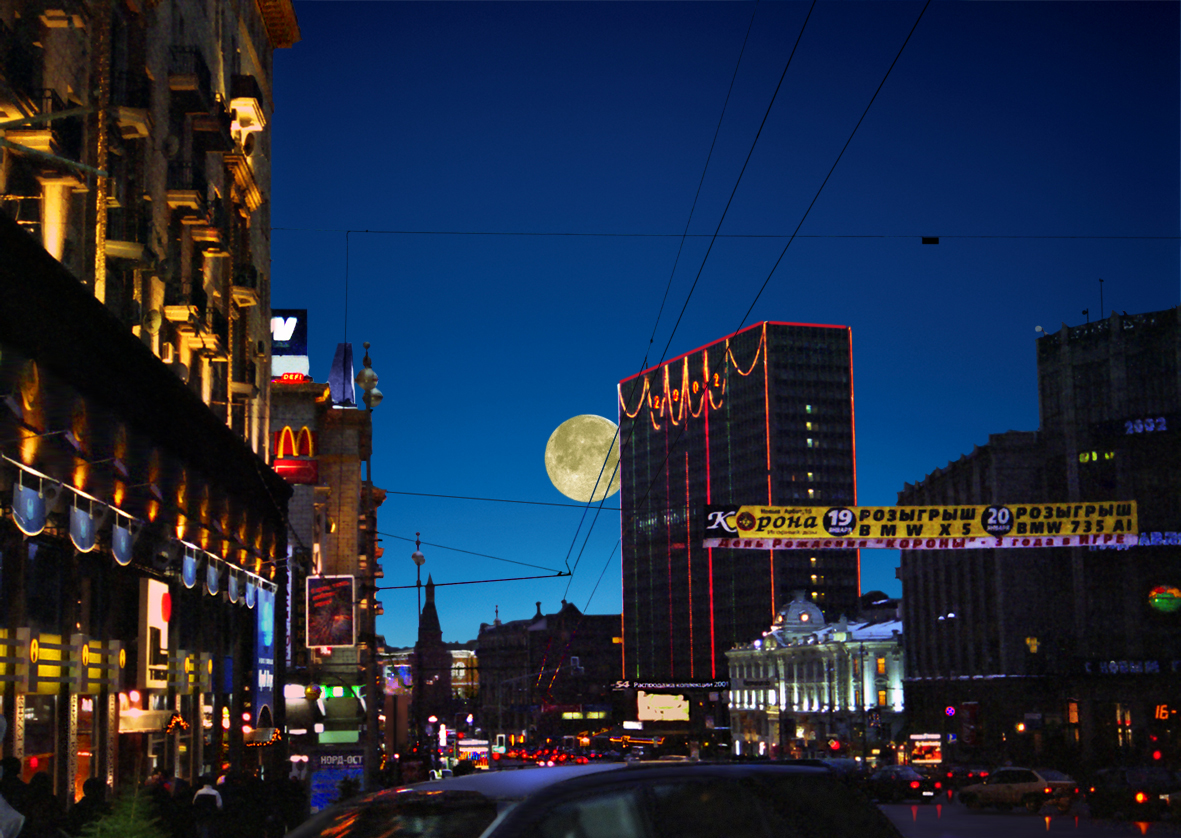
トヴェルスカヤ通り

モスクワは、中央にあるクレムリンから同心円状に広がっている町であり、クレムリンからはすべての方角に放射状に幹線道路が延びている。その幹線道路をつないでプリヴァール環状道路、サドーヴォエ環状道路、モスクワ3号環状道路、モスクワ4号環状道路、モスクワ環状道路がある。サドーヴォエ環状道路は、1590年代のモスクワの土塁の跡に作られており、この内側が歴史的建物が集まる旧市街である。モスクワ地下鉄環状線がこの道路の下を走る。
クレムリンは1156年にユーリー・ドルゴルーキーが砦を築いて以来一貫してモスクワの中心であり、モスクワ大公国時代からロシア帝国初期を通じて王宮が置かれていた。ソビエト連邦成立後はここに政府が置かれ、現在もロシア連邦の大統領府があるロシア政治の中枢である。クレムリンの正面には赤の広場が広がり、広場周辺にはグム百貨店や聖ワシリイ大聖堂、レーニン廟がある。広場の北東はキタイ・ゴロドと呼ばれ、モスクワ大公国時代からの商工業地域だったところで、現在では都心の一部となっている。その北にはかつてKGBの本部の置かれていたルビャンカや、ボリショイ劇場などがある。
クレムリンから北西に伸びるトヴェルスカヤ通りは、19世紀からの目抜き通りであり、現在でも繁華街となっている。トヴェルスカヤ通りはその先でレニングラード街道と名を変え、サンクトペテルブルクまで延びている。クレムリンから西へと伸びるアルバート通りは歩行者天国となっており、商店や土産物屋が立ち並んで観光客が多く訪れる。
クレムリンの南西には、モスクワ川に沿って救世主ハリストス大聖堂やトレチャコフ美術館がある。

## 政治

### 行政区分
2012年7月1日、ノヴォモスコーフスキー区とトロイツキー区に相当する地域を編入したため、一挙にモスクワ市域面積が約2.5倍になった。それ以降、モスクワ市は以下の12の行政区（Административные округа, АО）に分かれている。従来は1960年代に開通したモスクワ環状道路がモスクワ市の境界線とほぼ一致していたが、現在は市域が当時の約3倍に拡大している。
1. 中央区（Центральный АО）
2. 北区（Северный АО）
3. 北東区（Северо-Восточный АО）
4. 東区（Восточный АО）
5. 南東区（Юго-Восточный АО）
6. 南区（Южный АО）
7. 南西区（Юго-Западный АО）
8. 西区（Западный АО）
9. 北西区（Северо-Западный АО）
10. ゼレノグラード区（Зеленоградский АО）
11. ノヴォモスコーフスキー区（Новомосковский АО）
12. トロイツキー区（Троицкий АО）

また、この行政区はさらにラヨン（район）に分かれている（ロシア語ではライオンと発音される）。

### 市政
市議会の定数は35である。2009年10月12日の選挙では、統一ロシアが圧勝した。現ロシア成立後の1992年に就任したユーリ・ルシコフ市長のもとでモスクワ市は積極的な経済開発を行い、行政府がインフラ整備や外資の誘致などを徹底して行うことで高い経済成長を記録した。さらに小企業の保護育成に市政府が積極的に取り組むことで失業問題を解決し、失業率を全国平均の10分の1に押さえ込んだことから、市民の高い支持を得て18年間の長期政権を維持した。しかし、2008年のリーマン・ショック後に経済が減速するとともに長期政権にともなう汚職や腐敗が取りざたされるようになり、2010年9月28日にドミートリー・メドヴェージェフ大統領によって解任された。

### 歴代ソ連共産党市党委員会第一書記
- イサーク・ゼレンスキー（初代、1921年 - 1924年）
- ニコライ・ウグラノフ（第2代、1924年 - 1928年）
- ヴャチェスラフ・モロトフ（第3代、1928年 - 1929年）
- カール・バウマン（第4代、1929年 - 1930年）
- ラーザリ・カガノーヴィチ（第5代、1931年 - 1934年）
- ニキータ・フルシチョフ（第6代、1934年 - 1938年）
- アレクサンドル・ウガロフ（第7代、1938年 - 1938年）
- アレクサンドル・シチェルバコフ（第8代、1938年 - 1945年）
- ゲオルギー・ポポフ（第9代、1945年 - 1949年）
- ニキータ・フルシチョフ（第10代、1949年 - 1950年）
- イヴァン・ルミャンツェフ（第11代、1950年 - 1952年）
- イヴァン・カピトノフ（第12代、1952年 - 1954年）
- エカチェリーナ・フルツェワ（第13代、1954年 - 1957年）
- ウラジーミル・ウスチノフ（第14代、1957年 - 1960年）
- ピョートル・デミチェフ（第15代、1960年 - 1962年）
- ニコライ・エゴルイチェフ（第16代、1962年 - 1967年）
- ヴィクトル・グリシン（第17代、1967年 - 1985年）
- ボリス・エリツィン（第18代、1985年 - 1987年）
- レフ・ザイコフ （第19代、1987年 - 1989年）
- ユーリ・プロコフィエフ（第20代、1989年 - 1991年）

### 歴代市長
- ガブリール・ポポフ（初代、1991年 - 1992年）
- ユーリ・ルシコフ（第2代、1992年 - 2010年）
- ウラジーミル・レシン（臨時代理、2010年）
- セルゲイ・ソビャーニン（第3代、2010年 - ）

## 交通
市内の主要な公共交通機関は地下鉄をはじめ、バス、トロリーバス、路面電車、タクシー、乗合タクシー、近郊電車など。

### 鉄道

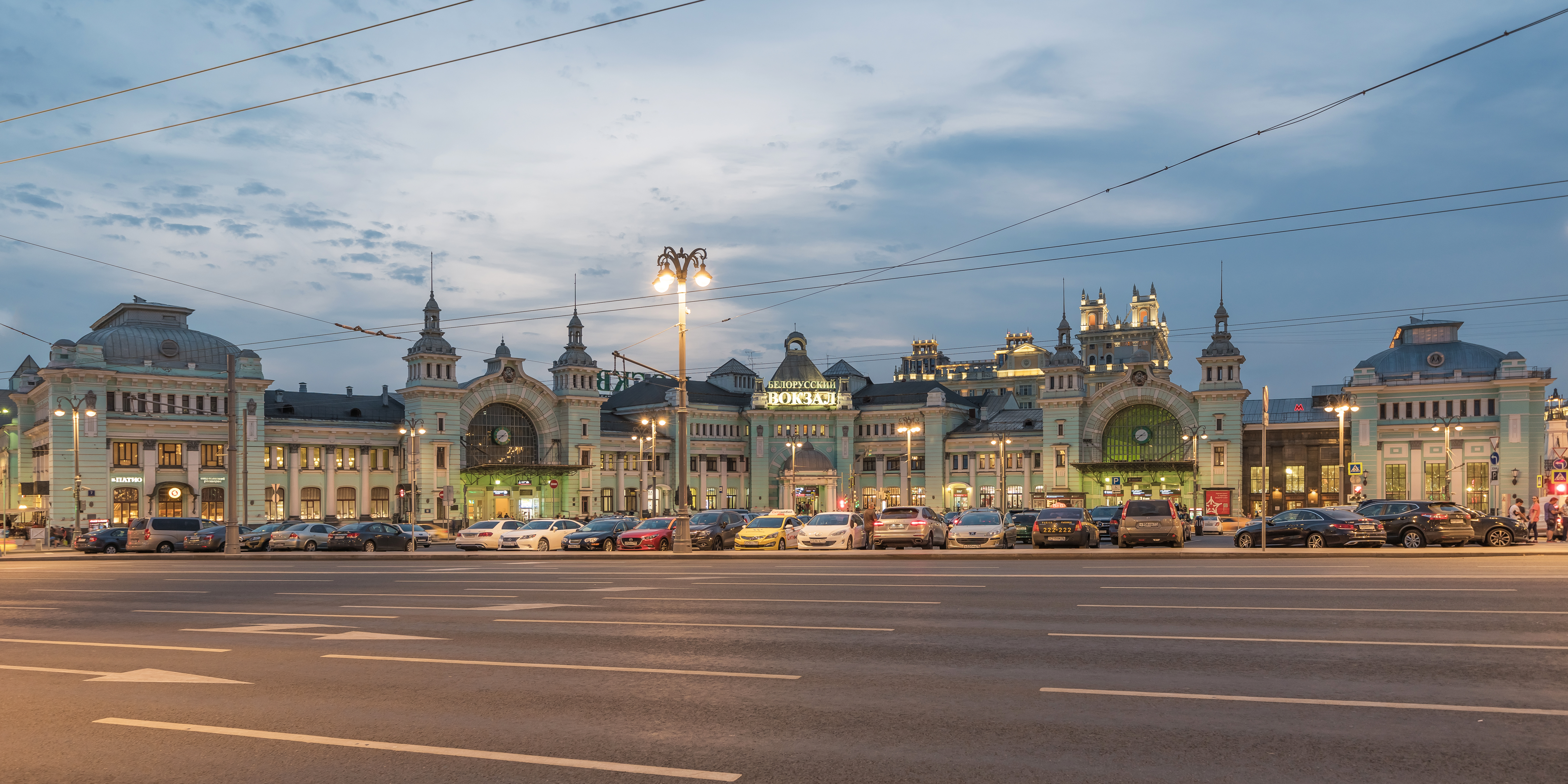
ベラルースキー駅

13の線路、方面別に9つのターミナル駅がある。列車の行先の地名が駅名になっている。
- カザンスキー駅 - カザン・ビシュケク・タシケント・ドゥシャンベ方面
- キエフスキー駅 - キエフ・キシナウ・ソフィア方面
- クールスキー駅 - クルスク・ドネツク・シンフェローポリ方面
- サヴョロフスキー駅 - サヴョロフ方面
- パヴェレツキー駅 - ドモジェドヴォ空港・パヴェレツ・バクー・アルマトイ方面
- ベラルースキー駅 - シェレメーチエヴォ国際空港・ミンスク・ヴィリニュス・ワルシャワ・ベルリン・パリ方面
- ヤロスラフスキー駅 - ヤロスラヴリ・ウラジオストク・ウランバートル・北京・平壌方面（シベリア鉄道を走る「ロシア号」ウラジオストク行が発着）
- リーシスキー駅 - リガ方面
- レニングラーツキー駅 - サンクトペテルブルク（旧称・レニングラード）・タリン・ヘルシンキ方面

#### エレクトリーチカ
エレクトリーチカ（近郊電車）はモスクワ市内と郊外を結ぶ路線で縦横無尽に走っており、インフラ設備はロシア鉄道、運行は中央郊外旅客会社となっている。モスクワ都市圏では近郊電車網の近代化を図っており、2019年11月にはモスクワ中央径線（МЦД）の2路線が開通した。これはメトロには含まれていていないが路線図には掲載されており相互利用が可能である。今後数年間で5路線、総延長381kmの鉄道網となる予定である。
2016年には既存の軌道を整備して旅客化したモスクワ中央環状線（МЦК）が開通したが、これはインフラ設備はロシア鉄道、運営はモスクワ地下鉄となっており地下鉄のネットワークに含まれており14号線となっている。

### 地下鉄

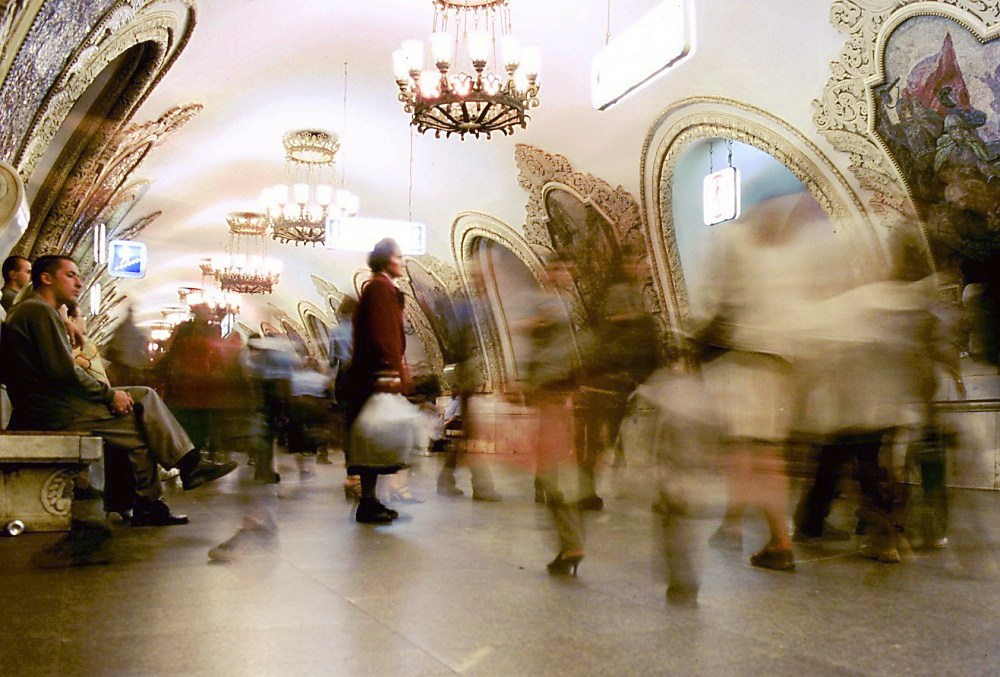
環状線　キエフスカヤ駅

市内には地下鉄が15の路線網を張りめぐらしており、世界でもっとも利用客の多い地下鉄の一つとなっている。また、ヨシフ・スターリン政権時代に建設された駅を中心として豪華絢爛な装飾が施されており、モスクワ市民の誇りとなっている。地下鉄路線の終点を起点とした高架線主体のライトメトロ（лёгкое метро）2路線（1路線は建設中）、およびモノレール1路線がある。
路線や駅にもよるが、きわめて深い場所に作られた豪華な装飾の駅と、地上と駅を結ぶ長い超高速エスカレーターはモスクワ地下鉄の特徴である。

### 路面電車
郊外を中心に路面電車の路線網が張りめぐらされており、地下鉄の補完的役割を果たしている。

### 道路
モスクワ市内にはトゥヴェルスカヤ通り、アルバート通りなどの通りがある。市中心部から道路が放射状に伸びており、北西にはサンクトペテルブルクへと向かうレニングラード街道（トゥヴェルスカヤ通り、モスクワ～サンクトペトルブルク高速道路は途中の一部のみが開通）、北東にはヤロスラヴリ街道、東にはニジニ・ノヴゴロドに向かうゴーリキー街道、南東にはリャザン街道、南にはワルシャワ街道、南西にはキエフ街道（レーニンスキー大通り）やスモレンスク街道といった伝統的に行き先の名をとった道路は、現在はロシア連邦道路M何号として整理されている幹線道路へつながっている。市内の環状道路には内側からサドーヴォエ環状道路、3号環状道路（2004年完成）、4号環状道路（建設中）、モスクワ環状自動車道路、小環状道路、中央高速道路、大環状道路などがある。
クレムリンに隣接する市中心部のマネージ広場が「道路元標」になっている。近年は自動車の普及により、市内での慢性的な渋滞や駐車スペース不足が大きな問題となっている。

### 空港

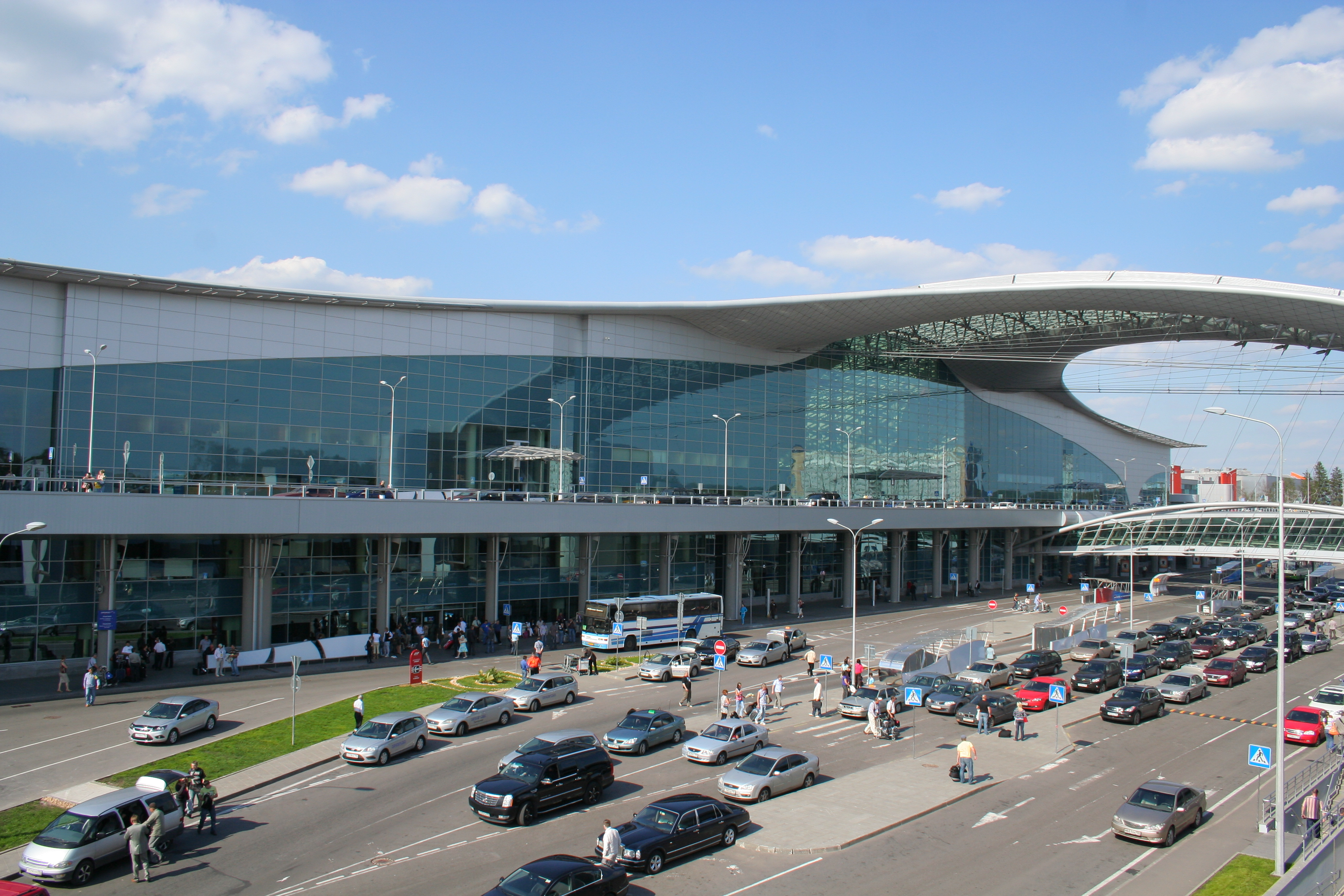
シェレメチェボ空港　ターミナルD

市内および市郊外に4つの空港がある。国際線が発着するのは市の北にあるシェレメーチエヴォ国際空港（I,II）と市の南にあるドモジェドヴォ空港と、カフカス方面のヴヌーコヴォ国際空港の3つである。ほかにも国内線用のビコヴォ空港があったが、2010年に旅客の取扱を終了した。また、近年はラメンスコエ空港を第4の空港と位置づけており、2016年に旅客ターミナルが竣工した。
旧ソ連時代はシェレメーチエヴォ国際空港におもに国際線が発着し、旧ソ連国内線はおもにドモジェドヴォ空港に発着していた。ソ連崩壊後、この区別が消滅し、特に2000年以降老朽化の進むシェレメーチエヴォ国際空港に代わって、設備の整ったドモジェドヴォ空港に諸外国の航空会社が相次いで乗り入れ先を変更した。シェレメーチエヴォ国際空港はロシアのフラッグキャリアであるアエロフロート・ロシア航空がハブ空港としているが、アクセスや設備の面で悪評が高かった。しかし、2007年から2010年にかけて鉄道アクセスの整備や新ターミナルが完成した。日本航空も羽田空港から直行便を運航していたが、ウクライナへの軍事侵攻による運休中である。

### 水運

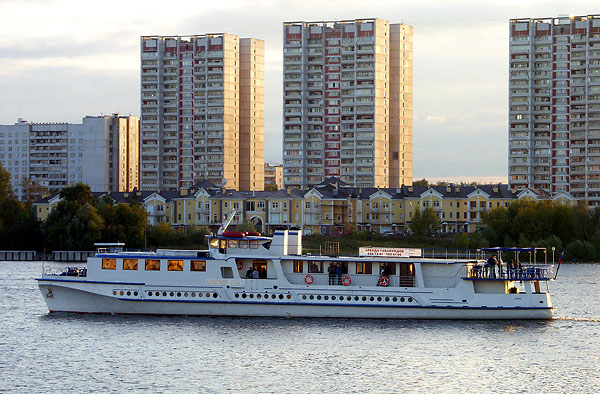
ヒムキの貯水地を航行する河川用ボートクニャージナ・オリガ（オリガ公爵夫人）

モスクワ川には「川の南駅」、モスクワ運河（モスクワ川～ヴォルガ川）には「川の北駅」があり、冬季以外の水運も盛んである。モスクワ川が市内を蛇行する部分では遊覧船の運行も行われている。モスクワ川、ヴォルガ川などを伝い白海、バルト海、カスピ海、アゾフ海、黒海と行き来できるため「五海洋への港町（портом пяти морей）」と呼ばれる。

## 教育

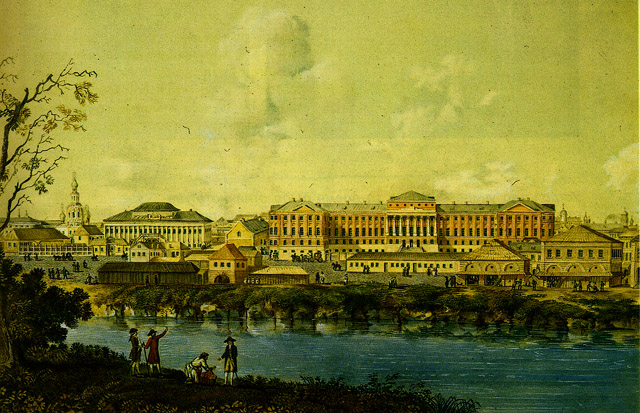
創立当時のモスクワ国立大学

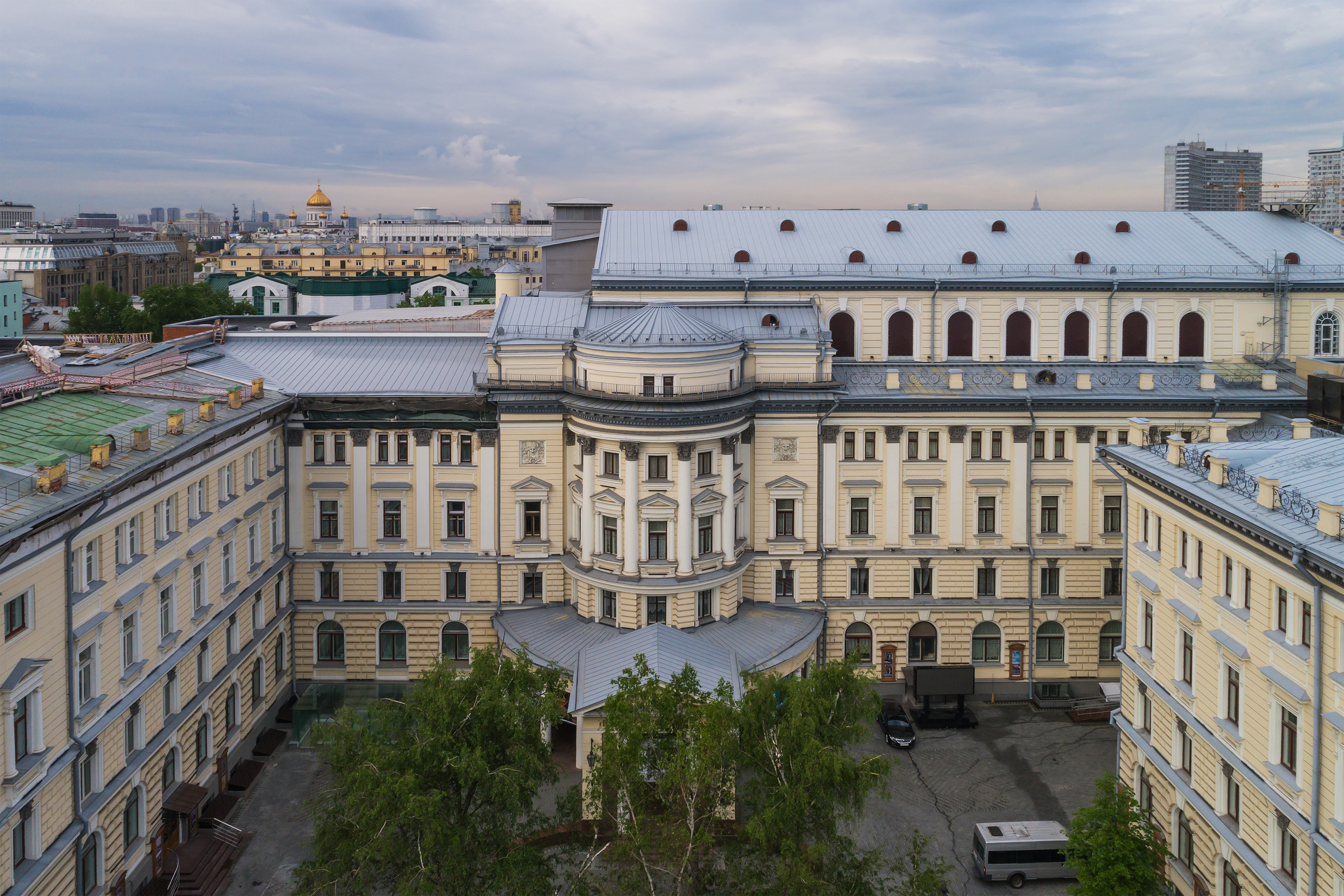
モスクワ音楽院

- 1755年に創設されたロシア最古の大学であるモスクワ大学や、これと並ぶ評価を受けているモスクワ国際関係大学、モスクワ音楽院などをはじめ、多くの高等教育機関や専門学校、研究所などがある。

### 大学
- 全ロシア通信制金融経済大学（All-Russian Distance Institute of Finance and Economics）
- モスクワ音楽院（Moscow Conservatory、チャイコフスキー記念）
- モスクワ電子・数学大学（en:Moscow Institute of Electronics and Mathematics）
- モスクワ人文科学大学（en:Moscow University for the Humanities）
- モスクワ国立美術大学（Moscow State Art Institute、スリコフ記念）
- モスクワ物理技術大学（en:Moscow Institute of Physics and Technology）
- モスクワ国際関係大学（Moscow State Institute of International Relations）
- モスクワ国立言語学大学（en:Moscow State Linguistic University）
- モスクワ国立医学大学（Moscow State Medical University、セチェノフ記念）
- モスクワ教育大学（en:Moscow State Pedagogical University）
- モスクワ国立大学（Moscow State University、ロモノソフ記念）
- ロシア諸民族友好大学（Peoples' Friendship University、ルムンバ記念）
- ロシア国立地質大学（en:Russian State Geological Prospecting University）
- ロシア経済アカデミー（Russian University of Economics、プレハーノフ記念）
- ロシア国立体育・スポーツ・青年・観光大学（Russian State University of Physical Education, Sport, Youth and Tourism）

### 研究所
- クルチャトフ研究所
- シュテルンベルク天文研究所
- ステクロフ数学研究所
- モスクワ研究所 アガト
- モスクワ熱技術研究所
- レベデフ物理学研究所
- ロシア宇宙科学研究所
- BRICS国家研究委員会（ロシア語版）

## スポーツ

### サッカー
- FCロコモティフ・モスクワ
- FCスパルタク・モスクワ
- PFC CSKAモスクワ
- FCディナモ・モスクワ
- FCモスクワ
- FCトルペド・モスクワ
- FKアララト・モスクワ
- FCニカ・モスクワ
- FCゼレノグラード・モスクワ
- スポーツアカデミークラブ・モスクワ

### その他の競技
- バスケットボール
  - PBC CSKAモスクワ
  - MBCディナモ・モスクワ
  - BCヒムキ・モスクワ
- バレーボール
  - CSKAモスクワ
  - VCディナモ・モスクワ
- アイスホッケー
  - HC CSKAモスクワ
  - HCディナモ・モスクワ
  - HCスパルタク・モスクワ

### 国際大会
- 1980年モスクワオリンピック
  - レーニン・スタジアムをメインスタジアムとし開催された。
- クレムリン・カップ
  - モスクワで毎年開催されているテニスの大会。
- 2018 FIFAワールドカップ
  - 大会ではルジニキ・スタジアムとスパルタク・スタジアムも使用された。

## 観光
モスクワには赤の広場、クレムリン、美術館劇場からモスクワ川クルーズ、サーカス、動物園まで、あらゆる世代の人々の観光ができる。

### 世界遺産
- クレムリンと赤の広場
- コローメンスコエの昇天教会
- ノヴォデヴィチ修道院の建造物群

### 教会
- 聖ワシリイ大聖堂
- 救世主ハリストス大聖堂
- 生神女就寝大聖堂（ウスペンスキー大聖堂）
- 生神女福音大聖堂（ブラゴヴェシェンスキー大聖堂）
- ボゴヤヴレンスキー大聖堂（ロシア語版、英語版） - モスクワ市内における正教会大聖堂では規模の大きいものとして知られる。この大聖堂はバスマンニ地区（ロシア語版）エロホヴォ（ロシア語版）に在る

### 美術館
- トレチャコフ美術館
- プーシキン美術館
- モスクワ現代美術館（ロシア語版、英語版）
- ロシア国立東洋美術館
- ガレージ現代美術館

### その他の建造物
- 全ロシア博覧センター
- モスクワ国際ビジネスセンター（モスクワ・シティ）
- トライアンフ・パレス
- モスクワ大学（スターリンゴシック・セブンシスターズ）
- ホテル・レニングラード （スターリンゴシック・セブンシスターズ）
- ロシア外務省（スターリンゴシック・セブンシスターズ）
- ホテル・ウクライナ（スターリンゴシック・セブンシスターズ）
- ボリショイ劇場
- マールイ劇場
- タガンカ劇場
- ロシア国立図書館
- モスクワ芸術座
- トレチャコフ美術館
- ルジニキ・スタジアム
- ロコモティフ・スタジアム
- ディナモ・スタジアム
- エドゥアルド・ストレリツォフ・スタジアム
- ツェントロソユーズ
- モスクワ動物園
- ボリショイ・モスクワ国立サーカス
- 夢の島 (モスクワ) - テーマパーク

### ギャラリー

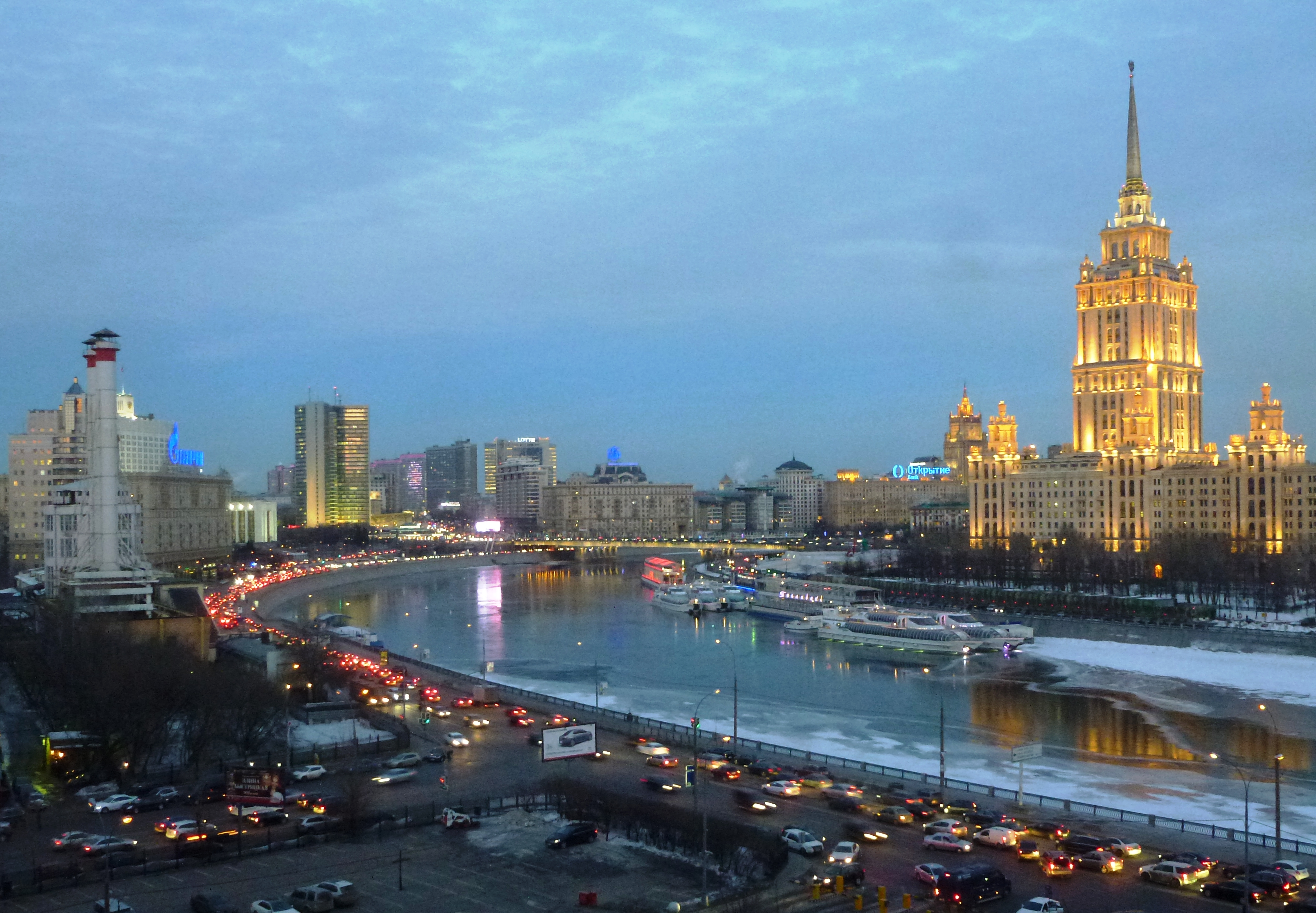
ホテル・ウクライナ
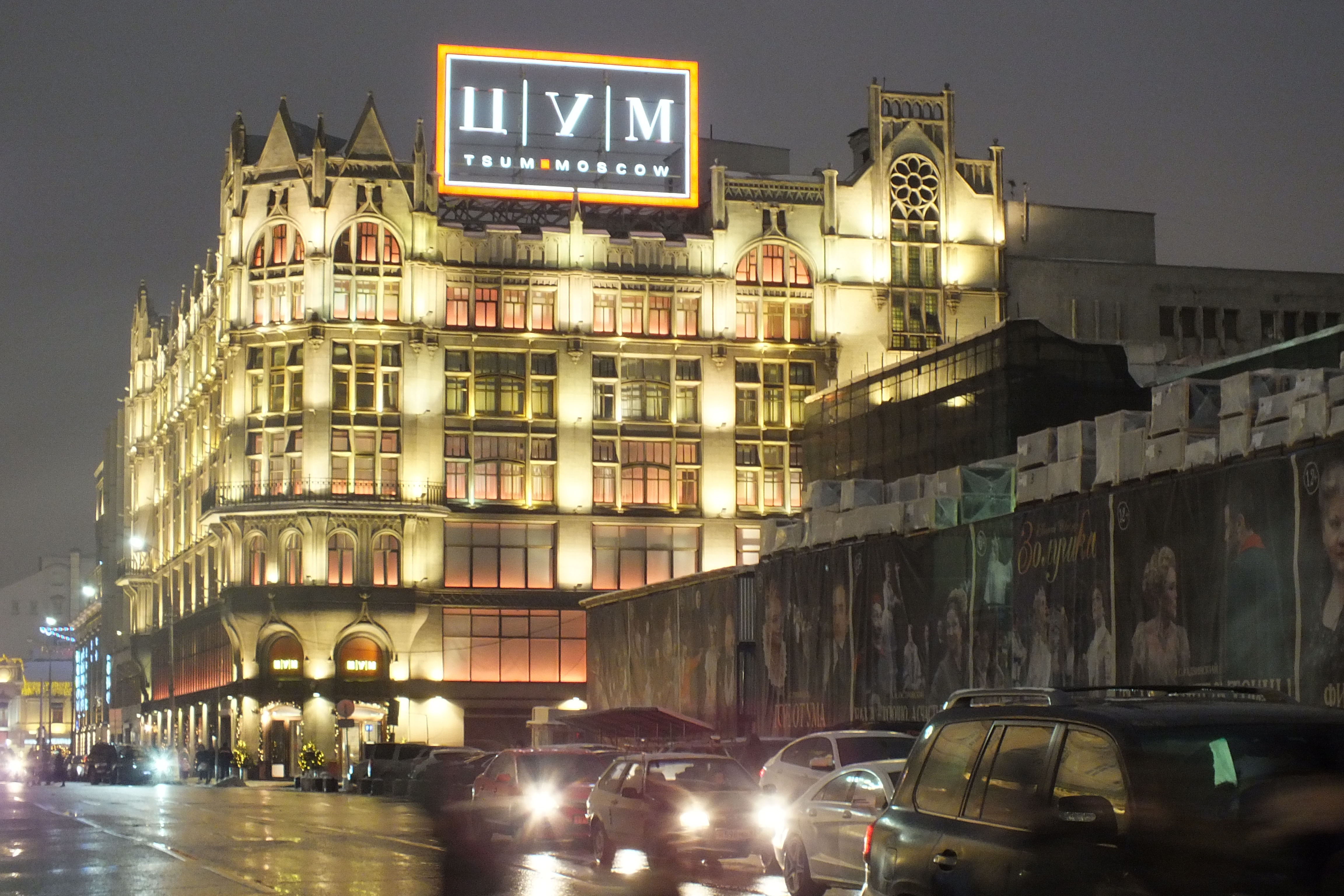
ツム百貨店
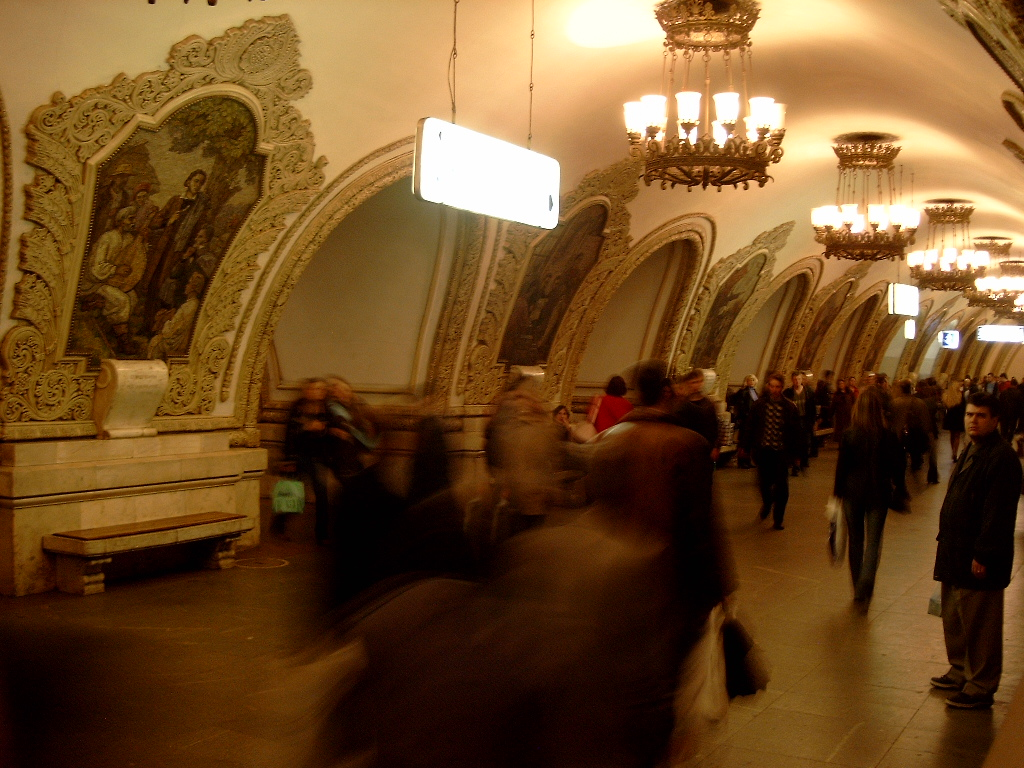
宮殿のようなモスクワ地下鉄
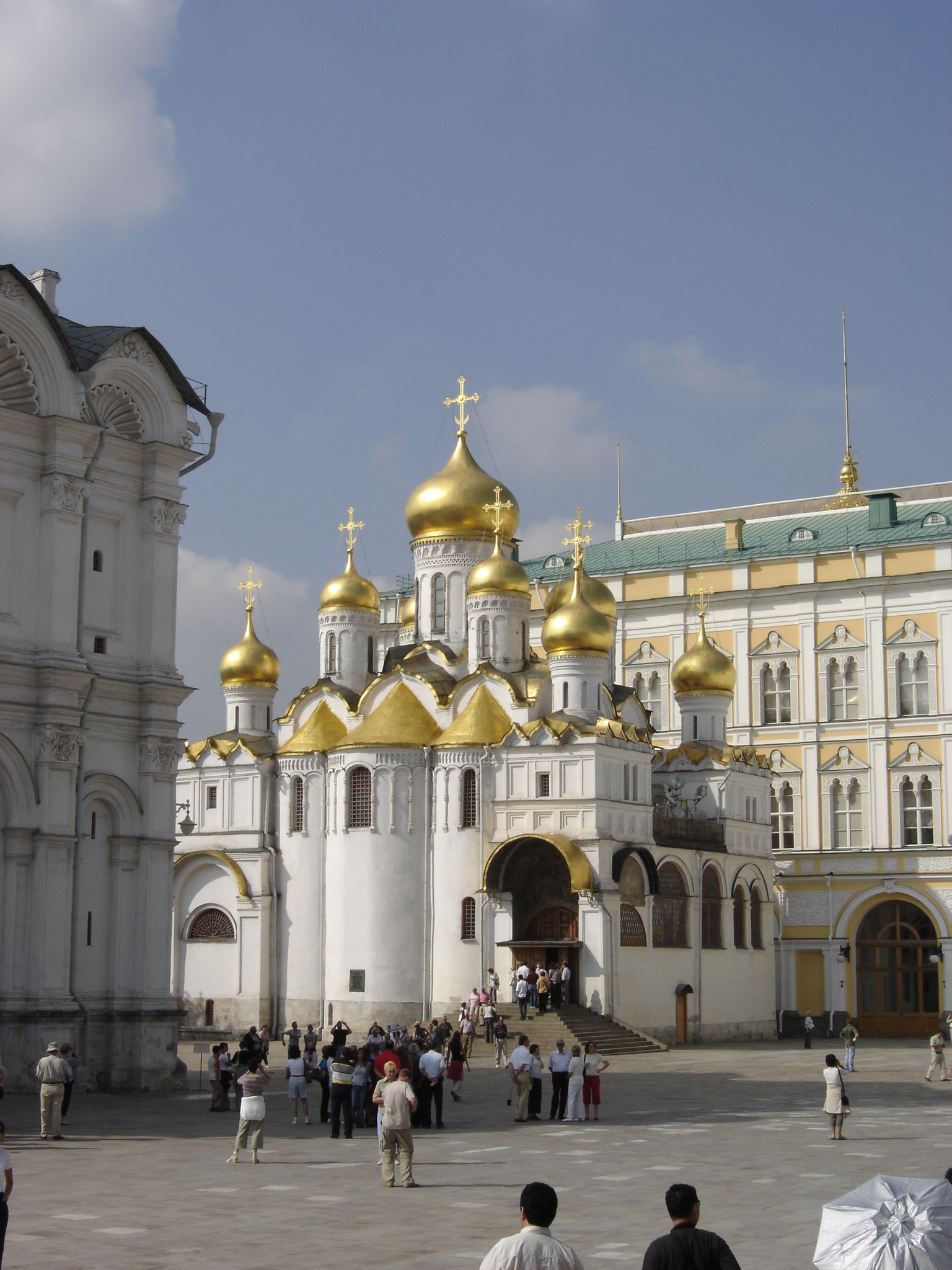
生神女福音大聖堂
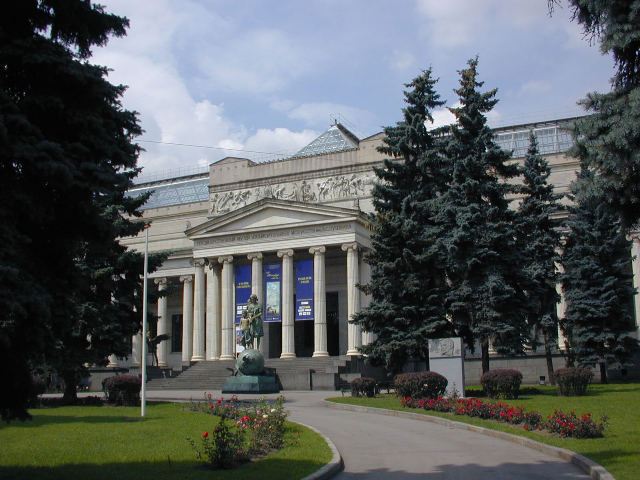
プーシキン美術館
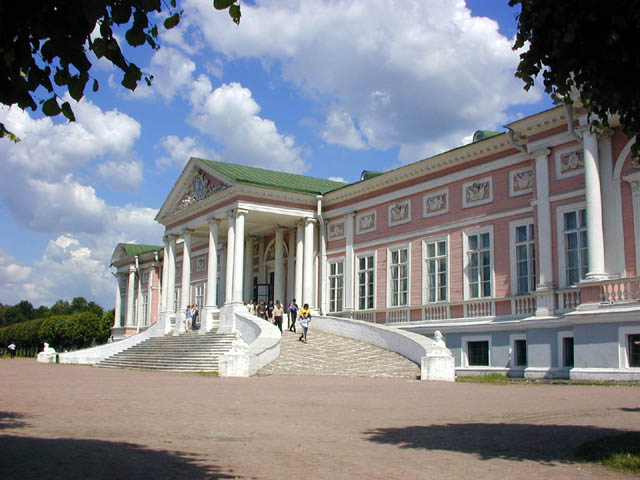
クスコボ
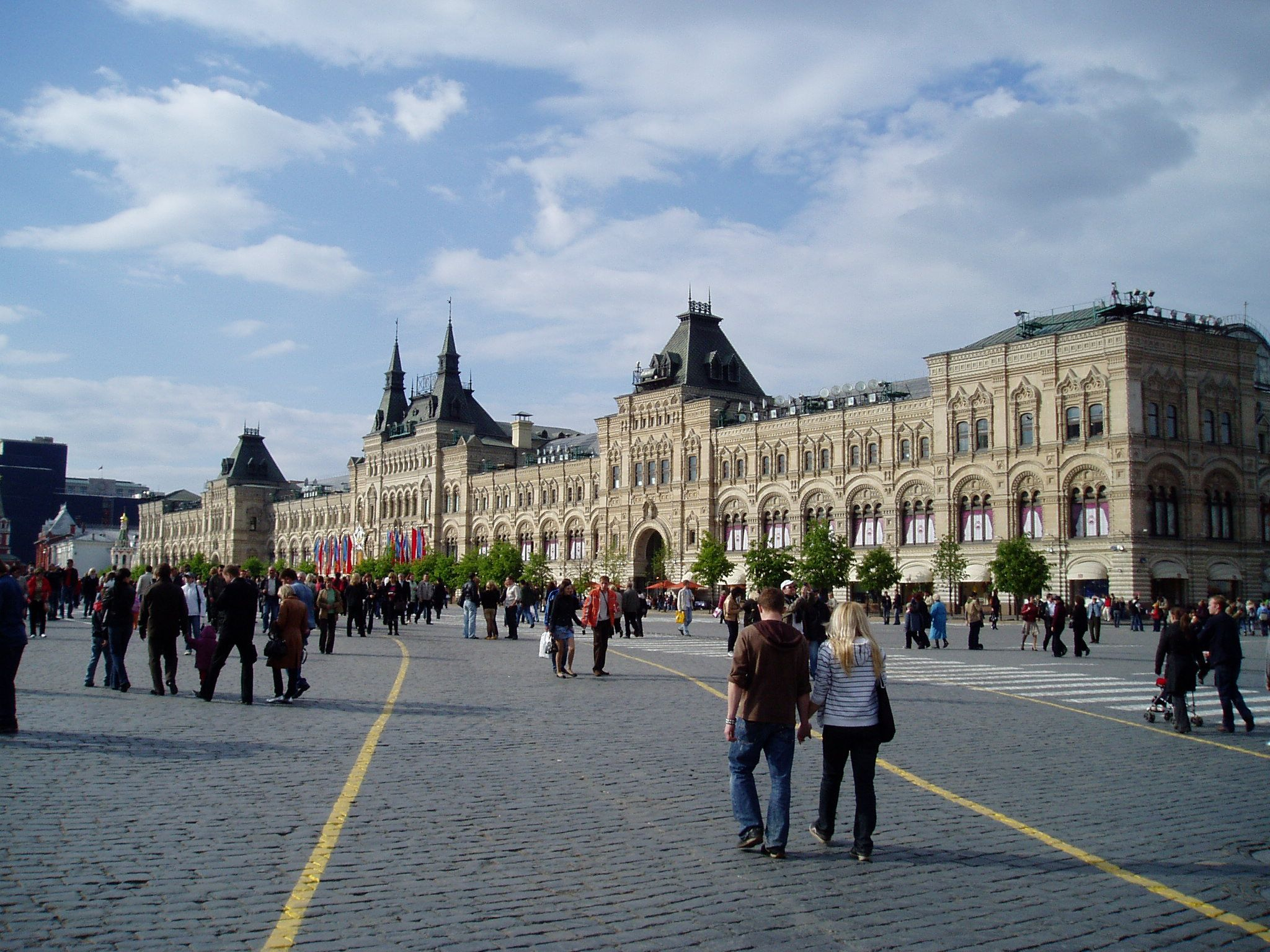
GUM
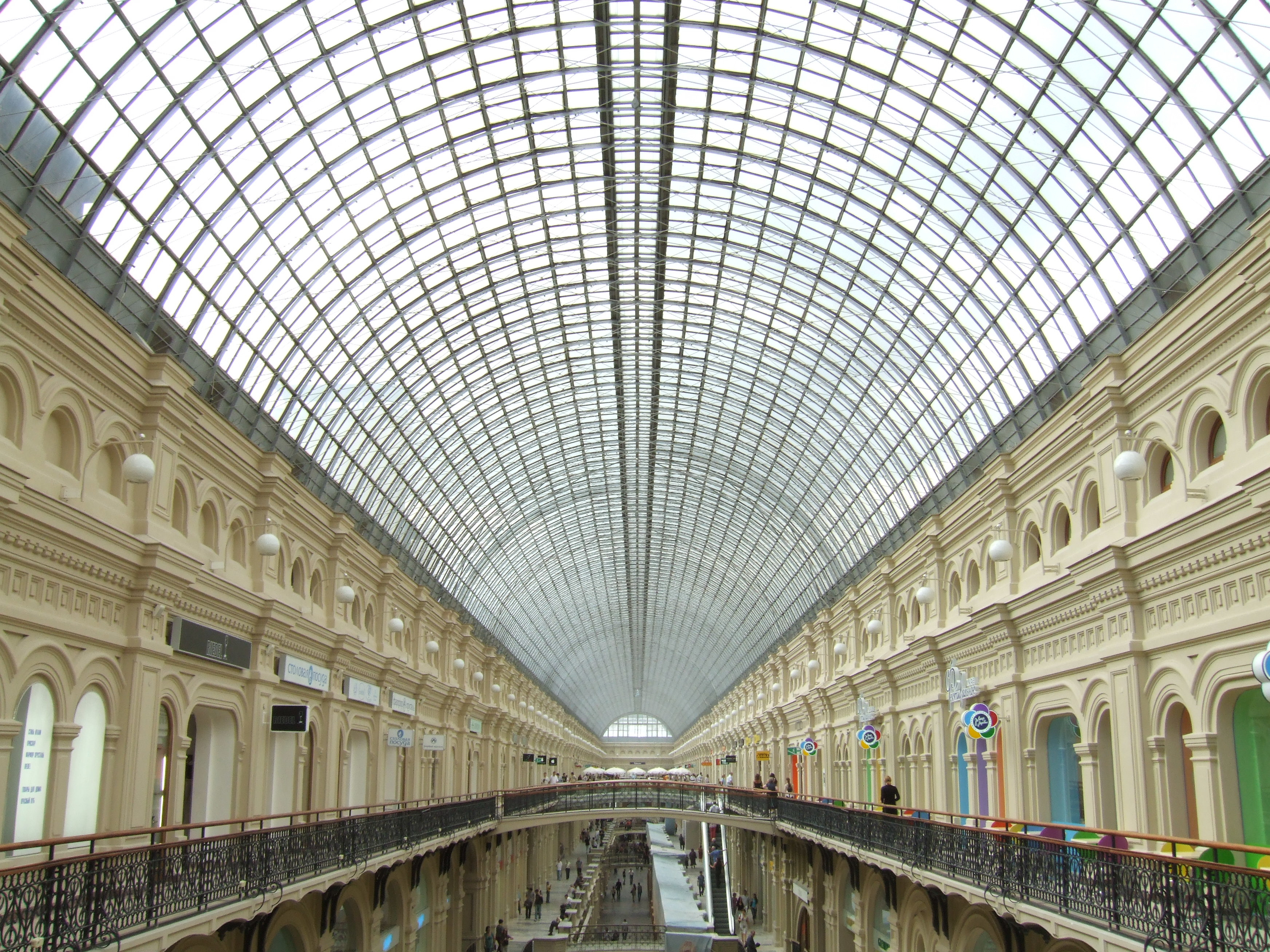
GUM内部
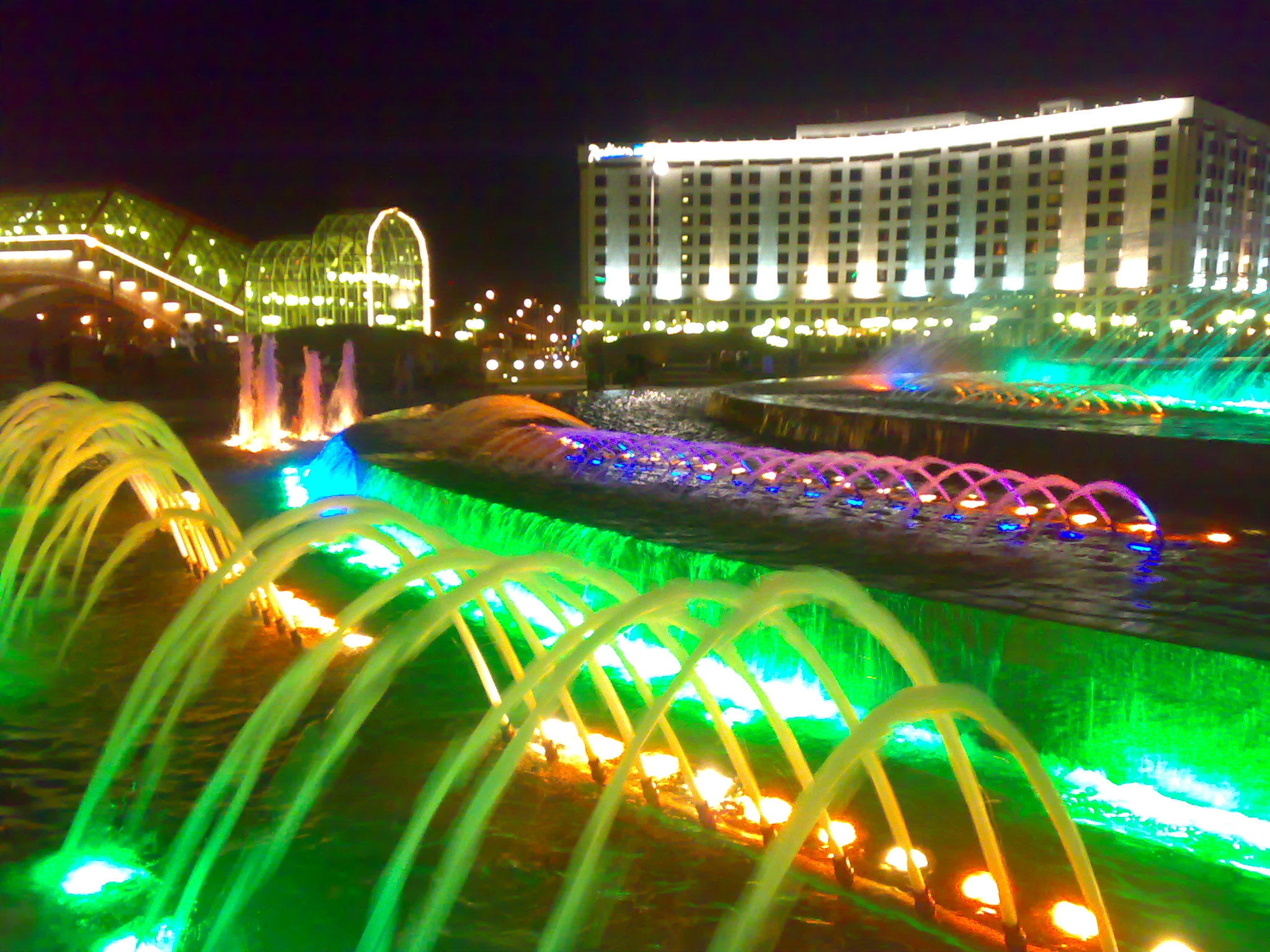
ヨーロッパ広場

## ジンクス
ソ連発足以来、政治・経済・文化の中心であるはずのモスクワの出身者は最高指導者になれないというジンクスが存在する。
実際に、
- ウラジーミル・レーニン - ウリヤノフスク出身
- ヨシフ・スターリン - 現ジョージア、ゴリ出身
- ゲオルギー・マレンコフ - オレンブルク州出身
- ニキータ・フルシチョフ - クルスク出身
- レオニード・ブレジネフ - 現ウクライナ、カメンスコエ出身
- ユーリ・アンドロポフ - スタヴロポリ地方、ナグツカヤ出身
- コンスタンティン・チェルネンコ - クラスノヤルスク出身
- ミハイル・ゴルバチョフ - スタヴロポリ地方、プリヴォリノエ村出身
- ボリス・エリツィン - エカテリンブルク出身
- ウラジーミル・プーチン - 現サンクトペテルブルク出身
- ドミートリー・メドヴェージェフ - 現サンクトペテルブルク出身

となっている。

## おもな姉妹都市
- ベルリン（ドイツ）
- 東京都（日本）[60]
- シカゴ（アメリカ）
- パリ（フランス）
- デュッセルドルフ（ドイツ）[61]
- バニャ・ルカ（ボスニア・ヘルツェゴビナ）
- マドリード（スペイン）
- リュブリャナ（スロベニア）
- ソウル（大韓民国）
- 平壌直轄市 (朝鮮民主主義人民共和国)
- 北京（中華人民共和国）
- ワルシャワ（ポーランド）[62]
- プラハ（チェコ）[63]
- マニラ（フィリピン）[64]
- テルアビブ（イスラエル）
- レイキャヴィーク（アイスランド）[65]
- ティラナ（アルバニア）[66][67]
- チュニス（チュニジア）[68]
- アテネ（ギリシャ）
- ロンドン（イギリス）

## モスクワが舞台の作品
- モスクワ郊外の夕べ - ロシアの歌曲
- モスクワ防衛軍の歌 - 旧ソ連の歌曲
- ストレンジャー・イン・モスクワ - マイケル・ジャクソンの曲
- めざせモスクワ - ジンギスカンの曲